# Alejandro I de Escocia
Alejandro I de Escocia (Dunfermline, c. 1078-Stirling, 23 de abril de 1124) fue rey de Escocia, sexto hijo del rey Malcolm III de Escocia y de su segunda esposa, Margarita de Inglaterra. Sucedió a su hermano, Edgardo de Escocia, como rey el 8 de enero de 1107.

## Biografía
Contrajo matrimonio en 1107 o en 1114 con Sibila de Normandía (Domfront, Normandía, 1092-12 de julio de 1122, sepultada en la isla de la Mujer, en Loch Tay), hija natural (como se decía en la época) de Sibila Corbet y del rey Enrique I de Inglaterra, pero no tuvieron descendencia. El rey Enrique, por su parte, estaba casado con Matilde de Escocia o Maud, hermana del rey Alejandro. 
Alejandro sucedió a su hermano, el rey Edgardo. Los territorios de la corona, según el testamento de aquel último, fueron divididos entre Alejandro (la corona y Escocia al norte de Forth de Clyde) y David (el distrito del sur y el título de conde de Cumbria). Cumbria era una tierra que, además de ser parte de Cumberland, incluía al Sur, con excepción de la región conocida como Lothian. 
Fue un rey fuerte, apoyaba a la Iglesia, y fundó una abadía en la isla de Inchcolm, en el estuario de Forth. Fundó además otras abadías y algunos obispados, construyó catedrales e iglesias. Aunque era técnicamente vasallo de Inglaterra, disuadió a los obispos escoceses de aceptar la autoridad de York, y nombró al biógrafo de su madre, Rugot, como San Andrés. Fue descrito como culto y devoto. En su época, los mormaers comenzaron a ser llamados come o condes (1114).
Sus restos descansan en la abadía de Dunfermline. 
Sin descendencia legítima, fue sucedido por su hermano como David I de Escocia (c.1080-1153).
Su hijo bastardo, Malcolm Macheth (1110-1168), fue nombrado primer conde de Ross en 1157.[cita requerida]